# Phil Neville
Phillip John "Phil" Neville (sinh 1977) là một cựu cầu thủ và là huấn luyện viên bóng đá người Anh từng chơi vị trí hậu vệ và tiền vệ. Đồng thời, anh cũng là cựu huấn luyện viên trưởng của câu lạc bộ Inter Miami tại Major League Soccer.

## Tuổi thơ
Philip Neville sinh ngày 21 tháng 1 năm 1977 ở Bury, Manchester là em trai của huyền thoại Manchester United Gary Neville

## Sự nghiệp

### Manchester United
Anh gia nhập lò đào tạo trẻ của Manchester United vào năm 1990 và lên đội 1 vào năm 1995. Trong sự nghiệp của mình, Neville đã có 6 cup Priemier League, 3 cup FA, 1 Champions League khi chơi cho Manchester United. Anh nằm trong đội hình đoạt cú ăn ba lịch sử Manchester United

### Everton
Anh gia nhập Everton vào ngày 4 tháng 4 năm 2005 với giá 3.5 triệu bảng anh. Từ khi gia nhập thì anh không có được 1 danh hiệu nào. Neville trở thành đội trưởng Everton vào năm 2007 sau khi David Weir chuyển đến Ranger FC
Vào ngày 9 tháng 4 năm 2013, anh rời Everton sau mùa giải năm ấy khi hết hạn hợp đồng. Huấn luyện viên Everton David Moyes nói rằng "Đó là 1 cầu thủ hay. Chúng tôi sẽ khó khăn khi mất cậu ấy".

## Đội tuyển quốc gia
Anh được gọi vào đội tuyển Anh vào năm 1996 trong trận đấu với đội tuyển Trung Quốc. Anh đã chơi trọn vẹn trận đấu với người anh Gary Neville trong sinh nhật thứ 19 của mình.

## Sự nghiệp huấn luyện
11 tháng 7 Neville theo David Moyes để trở thành trợ lý cho Moyes cùng vớiRyan Giggs cầu thủ\huấn luyện viên